# Christopher Cazenove
Christopher Cazenove (17. december 1943 – 7. april 2010) var en britisk film-, tv- og teaterskuespiller.
I february 2010, kollapsede Cazenove i sit hjem i London. Han blev kørt til Skt. Thomas' Hospital i London, og indlagt med blodforgiftning.
Han døde 7. april 2010 af sin sygdom på Skt. Thomas's Hospital i en alder af 66. Cazenoves død skete kun seks dage efter John Forsythes dødsfald, sidstnævnte spillede hans halvbror, Blake Carrington, i Dollars.

## Filmografi
- Julius Caesar (1970) — Servant to Anthony
- There's a Girl in My Soup (1970) — Nigel
- The Regiment (1972–1973)
- Omnibus: The British Hero (1973 BBC TV documentary/selected dramatised scenes) — Heroes: Tom Brown, Richard Hannay, Beau Geste, Bulldog Drummond and James Bond
- Royal Flash (1975) — Eric Hansen
- East of Elephant Rock (1977) — Robert Proudfoot
- Little Girl in Blue Velvet (1978) — Baby
- Zulu Dawn (1979) — Lt. Coghill
- Hammer House of Horror (1980) Episode: "Children of the Full Moon"  – Tom Martin
- Eye of the Needle (1981) — David
- From a Far Country (1981) — Tadek
- Heat and Dust (1983, Merchant Ivory Film) — Douglas Rivers, the Assistant Collector
- Until September (1984) — Philip
- Hammer House of Mystery and Suspense (1984) Episode: "In Possession" – Frank Daly
- Mata Hari (1985) — Karl von Bayerling
- The Fantasist (1986) — Inspector McMyler
- Dynasty (1986–1987) – Ben Carrington
- Blind Justice (1988) — Actor
- Souvenir (1989) — William Root
- The Lady and the Highwayman – Rudolph Vyne
- 3 Men and a Little Lady (1990) — Edward Hargreave
- Aces: Iron Eagle III (1992) — Palmer
- The Proprietor (1996, Merchant Ivory Film) — Elliott Spencer
- Shadow Run (1998) — Melchior
- The Contaminated Man (2000) — President of Clarion
- A Knight's Tale (2001) — John Thatcher
- Beginner's Luck (2001) — Andrew Fontaine
- Alexander the Great from Macedonia (2006) — Aristotle
- Hotel Babylon (2009) — Damien Rushby